# Джордж Дарвін
Джордж Говард Дарвін (англ. Sir George Howard Darwin; 9 липня 1845, Даун — 7 грудня 1912, Кембридж) — англійський астроном і математик, член Лондонського королівського товариства (1879). Син видатного натураліста Чарльза Дарвіна. Наукові праці присвячені переважно небесній механіці, теорії припливів, космогонії, теорії стійкості обертових рідких тіл.

## Життєпис

### Походження й освіта

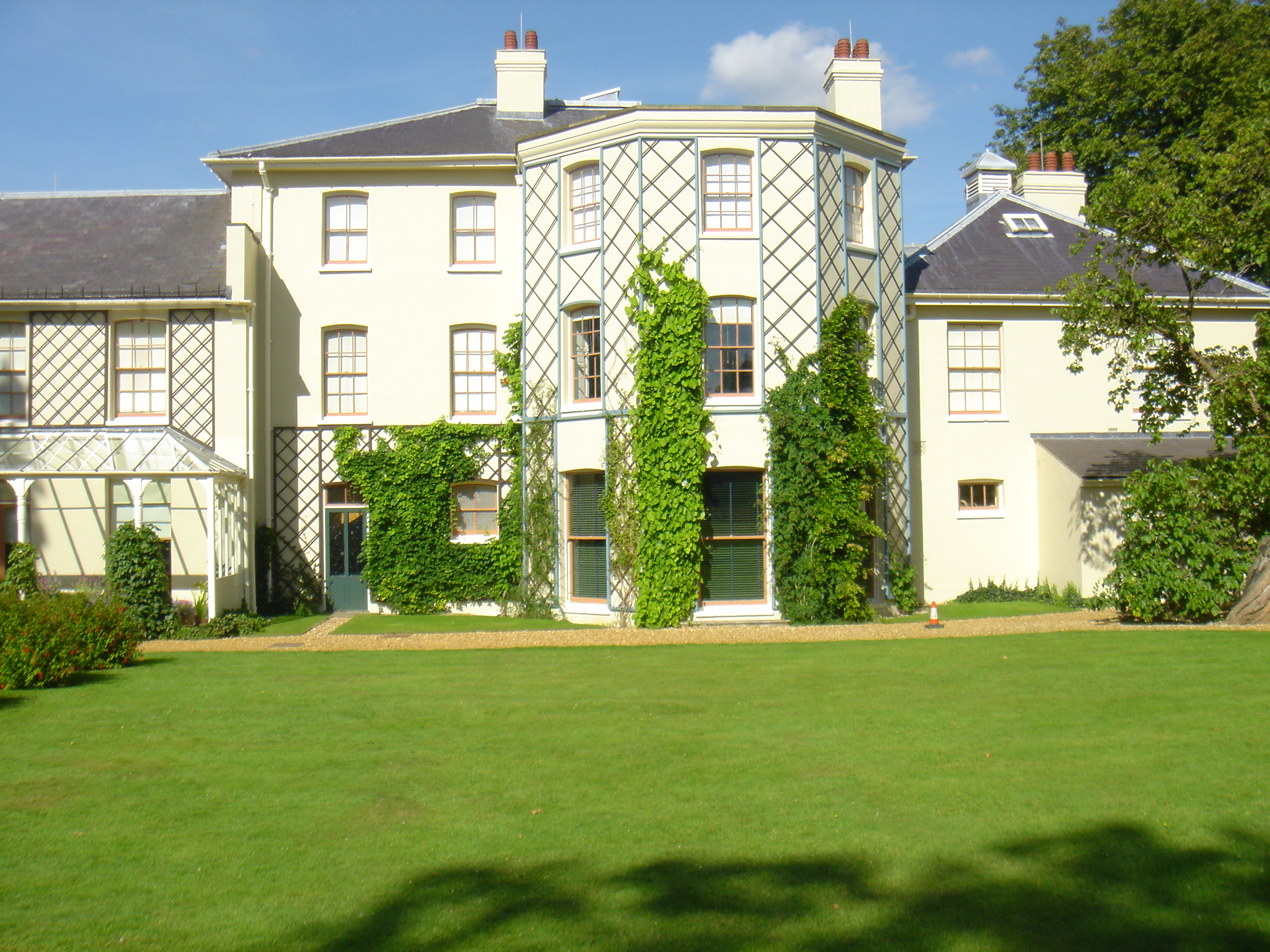
Будинок у селі Даун (Даун-гаус), де народився Джордж Говард Дарвін

Джордж Говард Дарвін народився в селі Даун у графстві Кент в Англії. Він був другим сином і п'ятою дитиною у родині відомого натураліста Чарлза Роберта Дарвіна та Емми Веджвуд, онуки засновника відомої фірми з виробництва кераміки. Перші роки життя Джорджа минули в тихому Дауні, де родина Дарвінів вела усамітнене життя. Початкову освіту здобував удома під наглядом гувернантки. У серпні 1856 року вступив до Клепгемської граматичної школи (Clapham Grammar School), де на високому рівні викладали математику та природничі науки. За ці напрями відповідав преподобний Чарлз Прітчард, який пізніше став професором астрономії Оксфордського університету. Ймовірно, він значною мірою вплинув на майбутні зацікавлення Джорджа.
У 1863 році Джордж Дарвін безуспішно намагався отримати стипендію коледжу Святого Джона (St. John's College) в Кембриджі, а вже наступного року вступив до Триніті-коледжу, де вивчав математику. Лише у 1866 році він отримав стипендію з фонду коледжу. Сучасники зазначали, що математичні здібності й дослідницький талант Дарвіна розвивалися повільно та проявилися досить пізно. Лорд Мултон, який навчався з ним в університеті, згадував:

Ми всі визнавали, що він, безсумнівно, буде серед найкращих на іспитах (Tripos), однак він не демонстрував тієї величезної енергії та готовності до виснажливої праці, які згодом стали його характерною рисою. Навпаки, до своїх занять він ставився досить недбало.
Оригінальний текст (англ.)
We all recognised him as one who was certain of being high in the Tripos, but he did not display any of that colossal power of work and taking infinite trouble that characterised him afterwards. On the contrary, he treated his work rather jauntily.

У січні 1868 року Дарвін з відзнакою склав підсумковий іспит з математики, ставши другим у списку випускників (Second Wrangler), і здобув ступінь бакалавра мистецтв. Восени того ж року його обрали членом Триніті-коледжу. У Кембриджі Дарвін близько зійшовся з братами Артуром, Джеральдом і Френком Бальфурами, а також з лордом Релеєм, з яким підтримував дружбу протягом усього життя.

### Проблеми зі здоров'ям. Повернення до науки
Після завершення навчання в університеті Джордж Дарвін вирішив тимчасово залишити наукову діяльність і зосередився на вивченні юриспруденції. У 1874 році його прийняли до адвокатської колегії (The Bar), однак він вирішив повернутися до наукової кар'єри. Однією з головних причин цього стало погіршення стану здоров'я: з літа 1869 року Дарвін почав скаржитися на проблеми з травленням, слабкість та загальний дискомфорт. Подорожі з метою відпочинку (у 1872 році він побував у Мальверні та Гомбурзі, а на початку 1873 року — в Каннах) не принесли полегшення. Лише після звернення до відомого лікаря Ендрю Кларка стан дещо покращився, хоча проблеми зі здоров'ям переслідували Дарвіна впродовж усього життя.
Другою важливою причиною повернення до Кембриджа стало все більше його зацікавлення наукою. У грудні 1870 — січні 1871 року він навіть узяв участь у сицилійській експедиції з метою спостереження сонячного затемнення.
У жовтні 1873 року Дарвін повернувся до Трініті-коледжу. У цей період він написав низку науково-популярних праць з математики та статистики, однак найбільший суспільний резонанс викликала його стаття, присвячена обмеженням свободи шлюбу з позицій євгеніки. Ця робота зазнала різкої критики з боку біолога Джорджа Міварта, однак на її захист виступили Томас Генрі Гакслі та Чарльз Дарвін, які після цього розірвали всі стосунки з опонентом. Невдовзі Джордж Дарвін зацікавився проблемами геологічної будови Землі та впливом на неї припливів і відпливів з метою математичного опису питань космогонії. Робота в цій галузі зблизила його з Вільямом Томсоном (лордом Кельвіном), якого він вважав своїм учителем і другом. Після повернення до викладацької діяльності в Кембриджському університеті Дарвін продовжував подорожувати задля відновлення здоров'я: він відвідав Нідерланди, Бельгію, Швейцарію та Мальту (1874), Італію (1876), Алжир (1878), Мадейру (1881) тощо.

### У Кембриджі
Успішна наукова діяльність стала підставою для висунення Дарвіна у листопаді 1877 року в члени Лондонського королівського товариства. Його обрали до товариства в червні 1879 року. У цей час він не обіймав жодної офіційної посади в університеті — термін його членства у Трініті-коледжі завершився роком раніше. У січні 1883 року його обрали професором астрономії та експериментальної філософії (Plumian Professor of Astronomy and Experimental Philosophy), а вже в червні того ж року він знову став членом Трініті-коледжу. Дарвін читав лекції з прикладної математики, брав участь у роботі різних університетських рад і комітетів, зокрема Фінансового комітету (Financial Board) та Сенату (Council of the Senate).

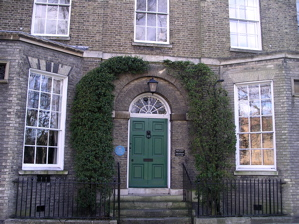
Будинок Ньюнгем Грандж, нині одна з будівель Коледж Дарвіна (Кембридж)

Навесні 1883 року Дарвін познайомився з Мод дю Пюї (Maud Du Puy), дочкою інженера-винахідника з Філадельфії, нащадка гугенотської родини, яка переселилася з Франції до Америки на початку XVIII століття. Вона приїхала до Кембриджа у гості до своєї тітки. У липні наступного року в місті Ері відбулося їхнє весілля. У березні 1885 року Дарвін придбав будинок Newnham Grange, розташований на березі річки Кем, у якому прожив із родиною до кінця життя (нині тут розташований коледж Дарвіна Кембриджського університету). У подружжя було п'ятеро дітей, четверо з яких дожили до дорослого віку. Один із синів — Чарлз Галтон Дарвін — став науковцем і членом Лондонського королівського товариства. Старша дочка, Гвен Раверат, була відомою художницею-ксилографкою.
Серед спортивних захоплень Дарвіна особливе місце займав королівський теніс, яким він захоплювався ще зі студентських років. Він припинив грати у 1895 році після травми: удар м'ячем ледь не призвів до втрати лівого ока. У пізні роки життя він серйозно захопився стрільбою з лука, до якої підходив із властивою науковцеві методичністю: починаючи з вибору стилю стрільби, положення голови й рук — і завершуючи аналізом результатів, що привів його до критики традиційної системи підрахунку очок.

### Адміністративна діяльність. Останні роки

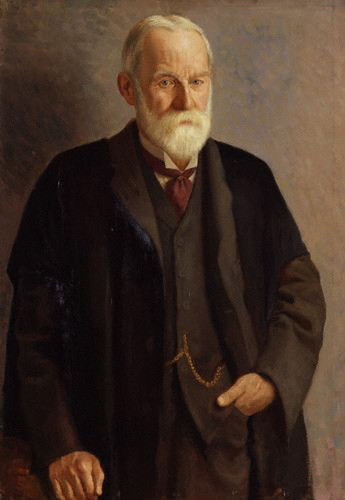
Джордж Говард Дарвін. Портрет роботи Марка Гертлера, 1912

Упродовж багатьох років Дарвін брав участь у роботі різних наукових комітетів. У лютому 1885 року за поданням Королівського товариства він змінив Воррена Де ла Рю на посаді одного з членів правління Метеорологічної служби Великої Британії. Основним завданням, яке стояло перед керівництвом метеослужби (до його складу, окрім Дарвіна, входили такі відомі науковці, як Джордж Габрієль Стокс і Френсіс Гальтон), було формування фізичних основ і розробка математичних методів прогнозування погоди, яке на той час мало майже виключно емпіричний характер. Дарвін активно долучився до цієї роботи, особливо з огляду на те, що одним з основних підходів було застосування гармонічного аналізу до результатів спостережень на метеостанціях, а в цій галузі він був визнаним фахівцем. До самої смерті Дарвін залишався одним з провідних експертів із фізичних і математичних питань у метеослужбі, хоча й не зробив жодного формального внеску в метеорологічну літературу.
У травні 1904 року Дарвіна обрали президентом Британської наукової асоціації, і наступного року він очолив її під час південноафриканського з'їзду: у серпні він прибув до Кейптауна, відвідав Дурбан, Пітермаріцбург, Йоганнесбург, Блумфонтейн та інші міста, узяв участь у відкритті мосту через водоспад Вікторія на річці Замбезі, а в жовтні повернувся до Англії через Суец. Восени того ж року йому присвоїли лицарське звання й нагородили Орденом Лазні.
Дарвін був членом Королівського астрономічного товариства з 1879 року і очолював його у 1899—1900 роках. Двічі обіймав посаду президента Кембриджського філософського товариства (у 1890—1892 та 1911—1912 роках). Також він був консультантом Топографічної служби Великої Британії, яка виконувала важливі триангуляційні, гравіметричні та геодезичні вимірювання в Індії та Африці. У 1898 році його призначили представником Великої Британії в Міжнародній геодезичній асоціації, де він брав участь у з'їздах (у 1907 році його обрали віцепрезидентом), виступав за активне міжнародне співробітництво в реалізації масштабних досліджень — зокрема, завдяки яким вдалося з'єднати російські та індійські триангуляційні мережі через Памір. У серпні 1912 року Дарвіна обрали президентом п'ятого Міжнародного конгресу математиків, який відбувся в Кембриджі. На той час його здоров'я дедалі погіршувалося. Проведена згодом діагностична операція показала, що він страждав на злоякісну пухлину. Він помер 7 грудня 1912 року і був похований у Трампінгтоні, поблизу Кембриджа.

### Особисті якості
Сучасники неодноразово відзначали простоту Дарвіна у спілкуванні, романтичне, а подекуди й дещо дитяче сприйняття світу, а також готовність без вагань прийти на допомогу. Гвен Раверат, його донька, згадувала:

Усе в світі здавалося йому цікавим і дивовижним, і він умів передати це відчуття іншим. У нього була пристрасть подорожувати куди завгодно, бачити все на власні очі, вивчати будь-яку мову, розуміти технічні деталі будь-якої професії — і все це не з позиції науковця чи колекціонера, а з глибоким відчуттям романтики та інтересу до навколишнього світу… Його цікавили всі види воєн і битв, і, думаю, він любив стрільбу з лука радше за її романтичність, ніж через те, що це була гра.
Оригінальний текст (англ.)
Everything in the world was interesting and wonderful to him and he had the power of making other people feel it. He had a passion of going everywhere and seeing everything; learning every language, knowing the technicalities of every trade; and all this emphatically not from the scientific or collector’s point of view, but from a deep sense of the romance and interest of everything… All kinds of wars and battles interested him, and I think he liked archery more because it was romantic than because it was a game.

Простоту й навіть наївність Дарвіна охарактеризував його племінник Бернард:
Він був готовий приймати люб'язність і чемність інших людей за чисту монету й не ставив її під сумнів. Якщо здавалося, що люди раді його бачити — він у це вірив. Якщо йому хтось подобався, то він був переконаний, що подобається і сам, і не переймався сумнівами щодо того, чи це справді так.Оригінальний текст (англ.)
He was ready to take other people’s pleasantness and politeness at its apparent value and not to discount it. If they seemed glad to see him, he believed that they were glad. If he liked somebody, he believed that the somebody liked him, and did not worry himself by wondering whether they really did like him.

Дарвінові були притаманні надзвичайна працьовитість і терплячість, відповідальне ставлення до справи, скромність у самооцінці власного внеску в науку, а також глибоке розуміння того, що саме потрібно зробити в конкретний момент. Лорд Мултон писав:

…в останні роки життя він не раз говорив мені, що відчуває огиду до арифметичних обчислень, що ці підрахунки були для нього такими ж нудними й виснажливими, як і для будь-якої іншої людини, але він усвідомлював, що їх слід виконати, і що неможливо навчити когось іншого робити це замість нього.
Оригінальний текст (англ.)
…he told me more than once in later life that he detested Arithmetic and that these calculations were as tedious and painful to him as they would have been to any other man, but that he realised that they must be done and that it was impossible to train anyone else to do them.

## Наукові результати
В основі наукової діяльності Дарвіна, попри різноманітність її напрямів і результатів, лежав глибокий інтерес ученого до питань космогонії, минулого Землі та Сонячної системи. При цьому задачі, які він розв'язував, не мали для нього суто математичного значення, а були чітко прикладними. Його метою було не стільки створення математичних методів для розв'язання тієї чи іншої задачі, скільки досягнення конкретного результату, що дозволяв би глибше зрозуміти природні або астрономічні процеси. Саме тому він не обмежувався пошуком аналітичного розв'язку задачі й за потреби брався за складні й тривалі обчислення, якщо це могло принести наукову користь. У своїх дослідженнях Дарвін завжди віддавав перевагу кількісним результатам перед якісними оцінками. На думку його учня Ернеста Вільяма Брауна, одним із головних внесків Дарвіна, в науку була «демонстрація необхідності кількісного та всебічного аналізу задач космогонії та небесної механіки» на відміну від попереднього підходу, в якому теорії обґрунтовували тільки загальними міркуваннями. У некролозі, присвяченому Дарвіну, лондонська «Таймс» відзначала, що він «не виявив особливих здібностей» у «виборі витончених методів», натомість розв'язував задачі «лобовою атакою», «шляхом подолання опору з повною рішучістю».

### Ранні праці
Перші наукові праці Дарвіна, що з'явилися 1875 року, ще не були об'єднані спільною ідеєю або метою. У них він розглянув деякі особливості опису еквіпотенціальних ліній, запропонував графічний метод обчислення другого еліптичного інтеграла та побудови картографічної проєкції на грань многогранника.
Наступного року він написав першу справді важливу роботу, в якій звернувся до проблеми впливу геологічних змін на положення земної осі. Математично дослідивши цю задачу за різних припущень і початкових умов, він довів, що геологічні процеси не можуть суттєво змінювати положення полюсів. Ця праця привернула велику увагу та дозволила суттєво скоротити кількість гіпотез про геологічне минуле Землі, що побутували на той час. Лорд Кельвін виступив із доповіддю про результати Дарвіна перед Лондонським королівським товариством. Ця робота спонукала Дарвіна до подальших занять космогонією, яка надалі стала головною темою його наукової діяльності.

### Припливне тертя і космогонія
Оскільки геологічні зміни не можуть спричинити зміщення положення земної осі, Дарвін припустив, що її нахил є результатом впливу припливів на рухомі частини Землі. Щоб створити математичну теорію цього процесу, 1879 року він розглянув приливні деформації в'язких і напівпружних сферичних тіл, поведінка матеріалу яких залежить від характеру прикладеної сили. Він показав, що в'язкість призводить до значного зменшення амплітуди припливів і їх фазового зсуву. Порівнявши ці результати з даними про припливи в земних океанах, Дарвін дійшов висновку про велику ефективну жорсткість Землі як цілісного тіла.
У наступній статті, опублікованій того ж року, Дарвін дослідив обертання в'язкого сфероїда (Землі) за наявності припливного впливу як одного тіла (Місяця), так і пари тіл (Місяць і Сонце). З'ясувалося, що стійке положення осі обертання такого сфероїда залежить від в'язкості: зокрема, при малих значеннях в'язкості (що могло відповідати розплавленому стану первісної Землі) нульовий нахил осі є нестійким, натомість стійким є певний значний нахил. Дослідивши вплив припливів у системі Земля — Місяць, Дарвін показав, що вони призводять до поступового збільшення відстані між тілами та до подовження періодів обертання Місяця навколо Землі й Землі навколо своєї осі. Простеживши ці зміни на мільйони років у минуле, він розрахував, що Місяць мав колись бути значно ближчим до Землі. Це привело його до припущення, що має витоки у небулярній гіпотезі Лапласа, що Земля й Місяць колись утворювали єдине тіло зі швидким обертанням, що зрештою призвело до його розпаду. Причиною нестійкості, на думку Дарвіна, могла бути синхронізація сонячного припливу з періодом власних коливань цього єдиного тіла.
На першому етапі вивчення ранньої історії системи Земля — Місяць (1879—1882) Дарвін зосередився на поведінці вже відокремлених тіл — від моменту, коли вони майже торкалися одне одного, до часу, коли їх рух набув вигляду, подібного до сучасного руху Землі й Місяця. Відповідно до деяких початкових умов, йому вдалося отримати сучасні значення тривалості доби й місяця, нахилу земної осі, нахилу та ексцентриситету місячної орбіти. Спроби застосувати цей підхід до опису інших супутникових систем і Сонячної системи загалом засвідчили, що припливи зазвичай не мають у них такого істотного значення, як у системі Земля — Місяць. На другому етапі Дарвін розглянув форму тіл, що майже дотикаються, під дією припливних сил, а згодом розрахував форму єдиного тіла. Це привело його до проблеми фігур рівноваги рідких тіл (сфероїд Маклорена, еліпсоїд Якобі, тіло грушоподібної форми), еволюція яких незадовго до цього була досліджена Анрі Пуанкаре. На початку XX століття Дарвін розвинув метод еліпсоїдального гармонічного аналізу й застосував його до задачі стійкості рідких грушоподібних фігур.
В одній зі своїх праць Дарвін звернувся до іншої популярної на той час гіпотези походження Сонячної системи — гіпотези планетезималей. Він вказав, що гіпотеза про зростання планет шляхом агрегації дрібних тіл («метеоритів») унаслідок зіткнень є більш імовірною, ніж уявлення про утворення цілих планет із газової туманності, однак ця метеоритна гіпотеза не пояснює розподіл планет і супутників за орбітами. Далі він показав, що за певних умов однаковий результат можна отримати, якщо вихідною точкою розвитку є як туманність, так і сукупність метеоритів, що злипаються під час зіткнень.

### Практичне вивчення припливів
Ще на початку своєї наукової кар'єри Дарвін був залучений до роботи спеціального комітету Британської асоціації, який займався аналізом спостережень припливів із метою їх прогнозування. Основним інструментом він використовував гармонічний аналіз і розробив методику передбачення величини та часу припливів за різних умов повноти даних — регулярних спостережень, коротких нерегулярних серій, спостережень лише максимумів і мінімумів рівня води тощо. Для пришвидшення численних однотипних арифметичних обчислень він пропонував використовувати різні обчислювальні пристрої. У 1891 році він прочитав традиційну Бейкерівську лекцію, присвячену задачі прогнозування припливів, у якій виклав методику складання спеціальних таблиць для обчислення часу їх настання. Дарвін також займався аналізом припливів в Антарктиді, які спостерігала експедиція Роберта Скотта на кораблі «Діскавері». Велике наукове значення мало дослідження так званих двотижневих припливів, що дало змогу врахувати розподіл води й суші та розрахувати жорсткість Землі як цілого, яка виявилася порівнянною з жорсткістю сталі.
Дарвін є автором кількох популярних праць про припливи; зокрема, він написав відповідну статтю для «Британіки». Широкого визнання набула його книга, видана за підсумками курсу лекцій, прочитаних у Інституті Ловелла в Бостоні у 1897 році.

### Небесна механіка
У галузі небесної механіки наукові інтереси Дарвіна були зосереджені головним чином на проблемі трьох тіл. Наприкінці XIX століття ця задача зазнала глибокого аналізу в роботах Джорджа Вільяма Гілла та Анрі Пуанкаре, що дозволило з високою точністю обчислити рух Місяця. Дарвін був не повністю задоволений наближеннями, використаними Гіллом і Пуанкаре (нескінченно велика маса Сонця та нульова маса Місяця порівняно з масою Землі), і в дослідженні, розпочатому після 1893 року, розглянув випадок супутника скінченної маси. Провівши ретельні чисельні обчислення, Дарвін виявив нові типи періодичних орбіт у такій потрійній системі та проаналізував їхню стійкість.

## Відзнаки
- Медаль Телфорда Інституту цивільних інженерів (1883)
- Королівська медаль (1884)
- Бейкерівська лекція (1891)
- Золота медаль Королівського астрономічного товариства (1892)
- Лицар-командор Ордена Лазні (1905)
- Медаль Коплі (1911)
- Медаль Королівського географічного товариства (1912)
- Почесні докторські ступені Оксфордського, Дублінського, Пенсільванського, Московського, Геттінгенського університетів, університетів Глазго, Падуї, Християнії та Мису Доброї Надії[en]
- Почесний член наукових товариств: Нідерландської академії наук, Бельгійського королівського товариства, Ірландської королівської академії, Единбурзького королівського товариства, академії Леопольдіна, Академії дей-Лінчеї, Шведської королівської академії наук, Національної академії наук США тощо
- Член-кореспондент Прусської, Угорської, Паризької, Петербурзької академій наук та деяких інших товариств

## Основні праці
- G. H. Darwin. Tides // Encyclopædia Britannica, Ninth Edition. — 1875—89.
- G. H. Darwin. Problems connected with the tides of a viscous spheroid. — London : Harrison and Sons, 1879—1882.
- G. H. Darwin. The tides and kindred phenomena in the solar system. — Boston : Houghton, 1899.
- G. H. Darwin. Scientific papers: Oceanic tides and lunar disturbances of gravity. — Cambridge : University Press, 1907. — Т. 1.
- G. H. Darwin. Scientific papers: Tidal friction and cosmogony. — Cambridge : University Press, 1908. — Т. 2.
- G. H. Darwin. Scientific papers: Figures of equilibrium of rotating liquid and geophysical investigations. — Cambridge : University Press, 1908. — Т. 3.
- G. H. Darwin. Scientific papers: Periodic orbits and miscellaneous papers. — Cambridge : University Press, 1911. — Т. 4.
- G. H. Darwin. Scientific papers: Supplementary volume, containing biographical memoirs by Sir Francis Darwin and Professor E. W. Brown, lectures on Hill’s lunar theory, etc… — Cambridge : University Press, 1916. — Т. 5.